# Arroyo de la Gavia
Arroyo de la Gavia är ett periodiskt vattendrag i Spanien.   Det ligger i provinsen Provincia de Segovia och regionen Kastilien och Leon, i den centrala delen av landet, 90 km nordväst om huvudstaden Madrid.